# Пулиб
Пули́б (Великий Пулиб, рос. Пулыб) — присілок в Балезінському районі Удмуртії, Росія.

## Населення
Населення — 11 осіб (2010; 12 в 2002).
Національний склад станом на 2002 рік:
- удмурти — 100 %